# Jean-Baptiste Morin (homme politique, 1851-1919)
Pour les articles homonymes, voir Jean-Baptiste Morin et Morin.
Jean-Baptiste Morin, né le 21 octobre 1851 à Herry (Cher) et mort le 8 août 1919 à Paris, est un homme politique français.

## Biographie
Professeur de rhétorique, il est aussi président de la fédération républicaine du Cher, et vice-président du Parti radical et radical-socialiste. Il est député du Cher de 1910 à 1919.